# Place Poelaert
 (juin 2018).

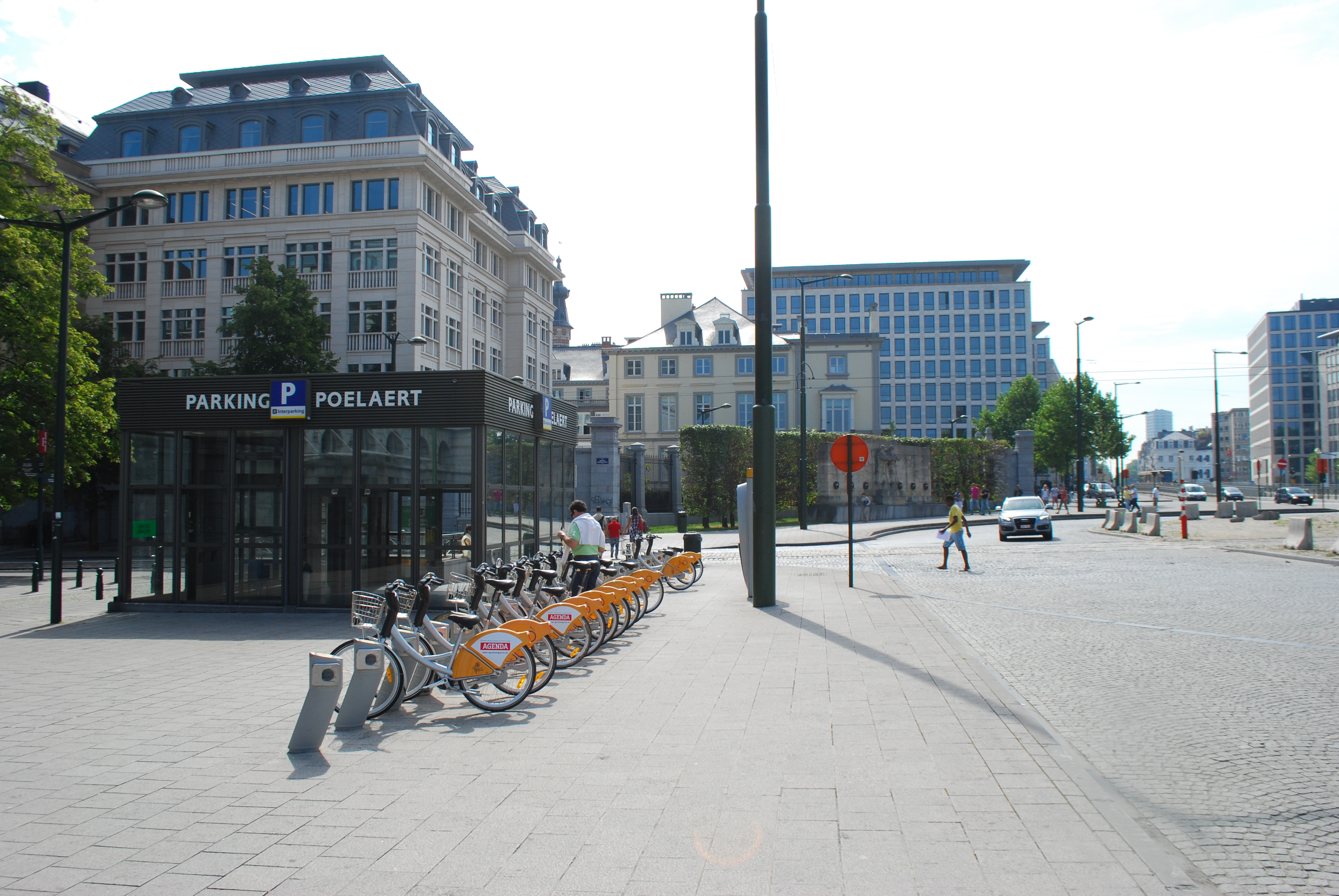
Place Poelaert à Bruxelles.

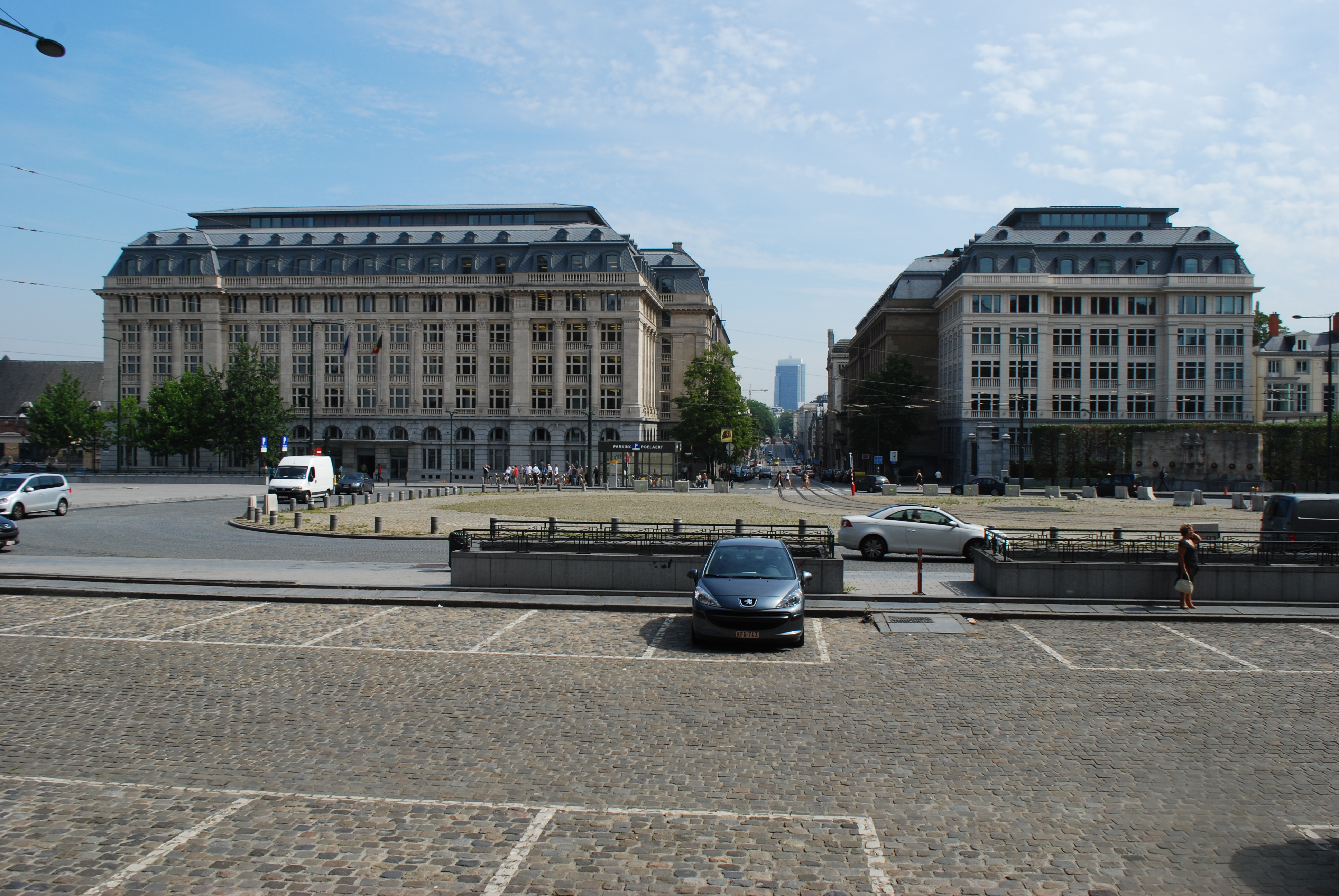
Place Poelaert, à gauche l'ancien hôtel « La Régence », par l'architecte Ernest Jaspar, 1928-1929.

La place Poelaert (en néerlandais : Poelaertplein) est une place située au sommet du Mont aux Potences (Galgenberg). Surplombant la ville basse de Bruxelles, elle sert de parvis au palais de justice de Bruxelles.

## Description
Elle est le résultat de grands travaux de remblaiement et de dégagement commencés en 1867. Elle est située sur l'ancien parc raviné et les jardins de l'hôtel de Mérode devenu le Cercle de Lorraine et ensuite le members club TheMerode. Le projet initial d'aménagement, qui prévoyait une vaste place en demi-cercle (1862), n'a pas pu être mis en œuvre en raison du décès soudain de Joseph Poelaert, son architecte. Par conséquent, elle n'a pas eu d'unité architecturale dans le bâti qui l'entoure, ni le belvédère provenant du plan original, et constitue à la place un vaste espace de transit inadapté aux piétons. Elle ne fonctionne pas comme une place urbaine mais comme un giratoire pour les automobiles et les tramways, empêchant l'appropriation du lieu par les promeneurs,.
Les immeubles caisses qui la bordent n'ont pas de style particulier (à l'exception de quelque bâtiments) et font preuve d'exemples des errements architecturaux des années cinquante du XXe siècle. Ces blocs de bureaux font alors contraste avec l'impression dégagée par le palais de Thémis qui la couronne et qui y projette son ombre.
Au lieu du belvédère initialement prévu, un simple déambulatoire et une table d'orientation de bronze d'après les dessins de l'architecte Alexandre Bouffiaux permet néanmoins de jouir quelque peu de cette perspective sur Bruxelles s'étendant vers Anderlecht et Molenbeek.
Sur la place ont été dressés le Monument national à l'Infanterie Belge (architecte A. De Mol, sculpteur E. Vereycken, 1935) et le Monument aux soldats britanniques (architecte T. S. Tait, sculpteur C. S. Jagger, 1923).
Au numéro 3, l'ancien hôtel « La Régence » par l'architecte Ernest Jaspar y a été édifié en 1928-1929. De style Louis XV simplifié il a une allure qui contraste avec les immeubles fonctionnels du reste de la Place.[réf. nécessaire]

### Sources et bibliographie
- Guillaume Des Marez et A. Rousseau, Guide illustré de Bruxelles, Bruxelles, 1979, p. 216
- Poelaert et son temps, Bruxelles, 19
- Yvonne du Jacquier, Jolies places à Bruxelles, Bruxelles, s. d. (1984), p. 40.